# Thrypticus ruficauda
Thrypticus ruficauda är en tvåvingeart som först beskrevs av Zetterstedt 1859.  Thrypticus ruficauda ingår i släktet Thrypticus och familjen styltflugor.
Artens utbredningsområde är Sverige. Inga underarter finns listade i Catalogue of Life.